# Friedrich Born (Politiker)
Friedrich Born (* 9. Januar 1828 in Usingen; † 26. August 1881 in Usingen) war ein nassauischer Politiker (Nassauische Fortschrittspartei) und ehemaliger Abgeordneter der 2. Kammer der Landstände des Herzogtums Nassau.

## Leben
Friedrich Born war der Sohn des Rotgerbers Philipp Born (* 12. Dezember 1780 in Usingen; † 28. Dezember 1853 in Usingen) und seiner Frau Catharina Henriette geborene Dienstbach (* 24. September 1788 in Usingen; † 28. Oktober 1832 in Usingen), die er am 30. Juni 1805 in Usingen geheiratet hatte.
Friedrich Born war evangelisch. Beruflich setzte er die Familientradition seines Vaters (und Großvaters Conrad Wilhelm Born, der ebenfalls Rotgerber gewesen war) fort und arbeitete als Gerber.
Friedrich Born war mit Johanette Charlotte, geborene Allendörfer (* 11. Februar 1832 in Usingen als Tochter des Kaufmanns Friedrich Heinrich Allendörfer; † 8. Mai 1876 in Usingen) verheiratet.

## Politik
Friedrich Born war als überzeugter Liberaler Mitglied der Nassauischen Fortschrittspartei. Für diese wurde er 1864 im Wahlkreis XVII (Usingen/Reichelsheim) in die Zweite Kammer der Landstände des Herzogtums Nassau gewählt. Mit dem Anschluss Nassaus an Preußen 1866 endete sein Mandat.